# Preitenegg
Preitenegg est une commune autrichienne du district de Wolfsberg en Carinthie.

## Histoire
L'actrice Maria Schell a vécu et est décédée dans la commune.